# Арменикум
Арменикум, Armenicum (арм. Արմենիկում) — препарат, разработанный в Армении в 1998 году. По утверждениям разработчиков, использование этого препарата эффективно при ВИЧ-инфекции и многих других заболеваниях. Никаких строго контролируемых клинических исследований Арменикума опубликовано не было; большинство экспертов по ВИЧ за пределами Армении не подтверждают его эффективность.

## История
Впервые опубликовав сведения о препарате в 1998 году, разработчики назвали его «революционным средством лечения СПИДа», что немедленно вызвало интерес высокопоставленных правительственных чиновников Армении. Начальную финансовую поддержку испытателям препарата оказывало Министерство госбезопасности Армении, которое надеялось продвинуть научные исследования препарата. Возможности Арменикума вызвали бурную реакцию в стране. Согласна данным газеты "Комерсантъ" весь проект финансировал Левон Артёмович Геворкян. 
Как сообщали некоторые газеты в 1999 году, бизнесмены скупали недвижимость в стране с целью сдавать её в аренду людям, которые полетят на лечение в Армению. Однако, по данным на ноябрь 2008, препарат приобрело лишь 800 человек, при ежегодном финансировании армянским правительством из расчёта 6000$ на пациента. 
На октябрь 1999 года несколько инъекций препарата стоили около $50 000.
В 1999 году «Комсомольская правда» публиковала сообщения о ходе лечения 22-летнего ВИЧ-инфицированного Николая Колесникова, который согласился испытать на себе новый препарат. Армянские исследователи препарата утверждали, что Николай полностью излечился от ВИЧ-инфекции, однако позднее эти сведения были опровергнуты. В сентябре 2000 года некоторые СМИ опубликовали сообщение о смерти Николая, однако это было ошибкой. 25 декабря 2004 года Николай умер от переохлаждения на крыльце калининградской больницы. 
В 2000 году образованное ЗАО «Арменикум» приобрело корпуса и территорию инфекционной 1-й Инфекционной Клинической больницы г. Еревана. Реконструированное здание было переименовано в «Медицинский Центр Арменикум». К 2005 году через клинику прошло более тысячи больных из разных стран. На 2009 год центр всё ещё занимался лечением ВИЧ-инфекции. Работает на госзаказе.

## Исследования
Клинические исследования препарата (1998—2000 гг.) проводились в отделении реанимации и интенсивной терапии 1-й Инфекционной Клинической больницы г. Еревана; зав. отделением, к.м.н. Петр Львович Артищев (1994—2000 гг.). 2А фаза клинических исследований выявила хорошую переносимость препарата, определенную направленность нежелательных побочных явлений, составивших весьма незначительный процент от числа наблюдений. Лабораторная диагностика исследуемых тестов проводилась лабораторией «Пром-Тест». Научным руководителем в то время и до конца жизни был зав. кафедрой ЕрМИ, к.м.н. Левон Мкртичевич Мхитарян (ум. 2009) . Общее руководство было возложено на Эмиля Самсоновича Габриэляна (ум. 2010) — директора республиканского Фармакологического агентства. В прошлом — министр здравоохранения АрмССР.
В процессе клинических исследований применялся водный раствор для капельного, внутривенного введения.
В 2001 году группой учёных, которые занимались разработкой препарата, была опубликована книга «Арменикум. Экспериментальные исследования». В ней были представлены результаты трехлетних испытаний препарата на 47 здоровых волонтерах и 165 ВИЧ-инфицированных и больных СПИДом из 13 стран. 
Учёные ЗАО «Арменикум» признают, что даже формально не контролировали лечение 250 пациентов, получавших препарат в период с 2004 по 2008 год

## Описание и действие
Главный компонент Арменикума — йод, общий антисептик. По утверждениям изготовителей, препарат также содержит декстрин, поливиниловый спирт, натрий, калий, катионы лития и анионы хлора. Лекарство описывается как «сине-фиолетовая жидкость со специфическим запахом, в оранжевом стеклянном флаконе объёмом 20 мл, закупоренном резиновой пробкой с алюминиевой крышкой». Препарат представляет собой водный раствор молекулярных и ионных комплексных соединений йода с низко- и высокомолекулярными синтетическими и природными соединениями.
Производитель утверждает, что в ходе испытаний установлено, что иммуностимулирующее и иммуномодулирующее действие препарата основано на его способности взаимодействовать с мембранными структурами клеток-мишеней, а также связываться с молекулами иммуноглобулинов.
Производители Арменикума утверждали, что он активизирует иммунную систему, позволяя организму бороться с вирусом. Исследователи Арменикума также утверждают, что препарат, по их данным, уменьшает вирусную нагрузку (содержание ВИЧ в организме) и что вирус не становится устойчивым к препарату.

## Критика
В 1999 году телеканал Би-би-си провёл расследование, включавшее интервью учёных, занимавшихся применением препарата в клинической практике, пациентов, а также разработчика препарата — доктора химических наук Александра Ивановича Ильина, высказав серьёзные сомнения в отношении эффективности препарата. Был сделан вывод о том, что Арменикум может приносить больше вреда, чем пользы. Доктор Манфред Дитрих из Института тропической медицины (Гамбург) заявил Би-би-си: «Я бы не рекомендовал применять этот препарат»; по заявлению одного из американских пациентов, «мы находимся в худшем состоянии, чем мы были до начала лечения».